# 飛越危牆
《飛越危牆》是1989年上映的一部香港動作電影，為導演周振榮的電影處女作，由莫少聰、苗僑偉、郭富城、陳嘉玲、大島由加里及狄威主演。

## 劇情
林偉樑（莫少聰 飾）是一名醫科生，他患上癌症的哥哥林偉棟（苗僑偉 飾）為了籌學費讓他到外國升學，決定替私梟招應裘（狄威 飾）搶劫一批鑽石。鑽石到手後，林偉棟偷龍轉鳳，將真鑽石藏起來。招應裘發現自己手上的是假貨，遂派殺手把偉棟槍殺。招應裘為了找回鑽石下落，找上了偉棟的弟弟林偉樑，安排日籍女部下和美（大島由加里 飾）接近他。偉樑之好友郭幫辦（郭富城 飾）負責偵查此案，機緣巧合下發現了偉樑藏起來的鑽石......

## 角色
| 演員       | 角色          | 粵語配音 | 備註               |
| 莫少聰     | 林偉樑        | 林保全   | 醫科生             |
| 苗僑偉     | 林偉棟        | 陳欣     | 林偉樑兄           |
| 郭富城     | 郭少彬／Ben   | 原聲     | 警探，偉樑之好友   |
| 陳嘉玲     | 郭小敏／April | 何錦華   | Ben妹              |
| 大島由加里 | 和美          | 曾慶珏   | 招應裘的日籍女部下 |
| 狄威       | 招應裘        | 張炳強   |                    |
| 張武孝     |               |          |                    |
| 陳植槐     |               |          |                    |
| 冼林煌     |               |          |                    |
| 歐陽德勛   |               |          |                    |

## 外部連結
- 香港影庫上《飛越危牆》的資料（繁體中文）
- 開眼電影網上《飛越危牆》的資料（繁體中文）
- 豆瓣电影上《飛越危牆》的資料 （简体中文）
- 时光网上《飛越危牆》的資料（简体中文）
- AllMovie上《飛越危牆》的资料（英文）
- 爛番茄上《飛越危牆》的資料（英文）
- 互联网电影数据库（IMDb）上《飛越危牆》的资料（英文）